# Arafadagen

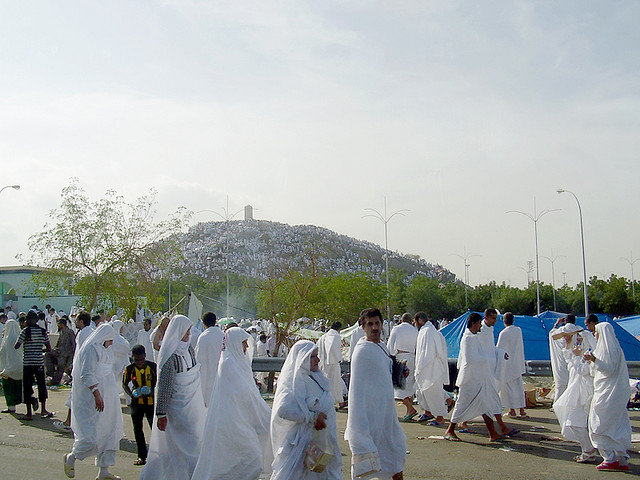
Pilgrimer vid Arafaberget.

Arafadagen (arabiska: يوم عرفة) äger rum den 9 dhu al-hijja i den islamiska kalendern. Pilgrimerna under hajj befinner sig vid Arafat under den dagen och ber om Guds förlåtelse och välsignelser.